# Lophocolea platensis
Lophocolea platensis là một loài Rêu trong họ Lophocoleaceae. Loài này được C. Massal. mô tả khoa học đầu tiên năm 1906.